# Castello di Acquafredda
Il castello di Acquafredda è un castello risalente al XIII secolo, situato sulla cima di un colle vulcanico (256 m s.l.m.) che domina tutta la valle del Cixerri, nelle vicinanze del comune di Siliqua, nella provincia del Sud Sardegna.

## Storia
È opinione abbastanza diffusa che il castello venne fatto costruire per volere del conte Ugolino Della Gherardesca, che effettivamente divenne proprietario del forte dopo il 1257, a seguito della spartizione del giudicato di Cagliari. Il castello risalirebbe invece ad un'epoca più antica, essendo già citato in una bolla papale del 30 luglio 1238 e sarebbe sorto su iniziativa dei marchesi di Massa, ultimi giudici di Cagliari.
Nei documenti medievali è attestata l'esistenza di un borgo di Aquafredda, sito nella piana sottostante. Dopo la morte del conte Ugolino nella torre della Muda, il castello passò prima ai figli superstiti tra cui Guelfo, che qui forse mise a morte Vanni Gubetta, complice dell'arcivescovo Ruggieri degli Ubaldini, e successivamente alla Repubblica di Pisa fino al 1324, quando, a seguito della conquista aragonese della Sardegna pisana, passò agli Aragonesi, per venire poi abbandonato probabilmente a partire dal 1408.
Successivamente divenuto feudo, passò a Pietro Otger mentre dal XVI secolo si costituì in baronia. Nel 1785 viene descritto come distrutto e definitivamente abbandonato.

## Descrizione
Il complesso fortificato, oggi in stato di rudere, si articolava su tre livelli. Alla base si trovava un borgo con mura merlate, che ospitava le dipendenze: alloggi per il personale di servizio e delle truppe, stalle e depositi. Al livello intermedio, si può osservare una torre cisterna a tre vani, coperta da una volta a botte, che garantiva la riserva idrica. Il castello, originariamente a pianta ad U e sviluppato su tre piani, conserva ancora la maestosa torre di guardia.

## Scavi
Recentemente degli scavi nel sito del castello hanno restituito i resti, sepolti nella nuda terra, di tre individui di sesso maschile di una età compresa fra i 35 e i 45 anni.

## Galleria d'immagini

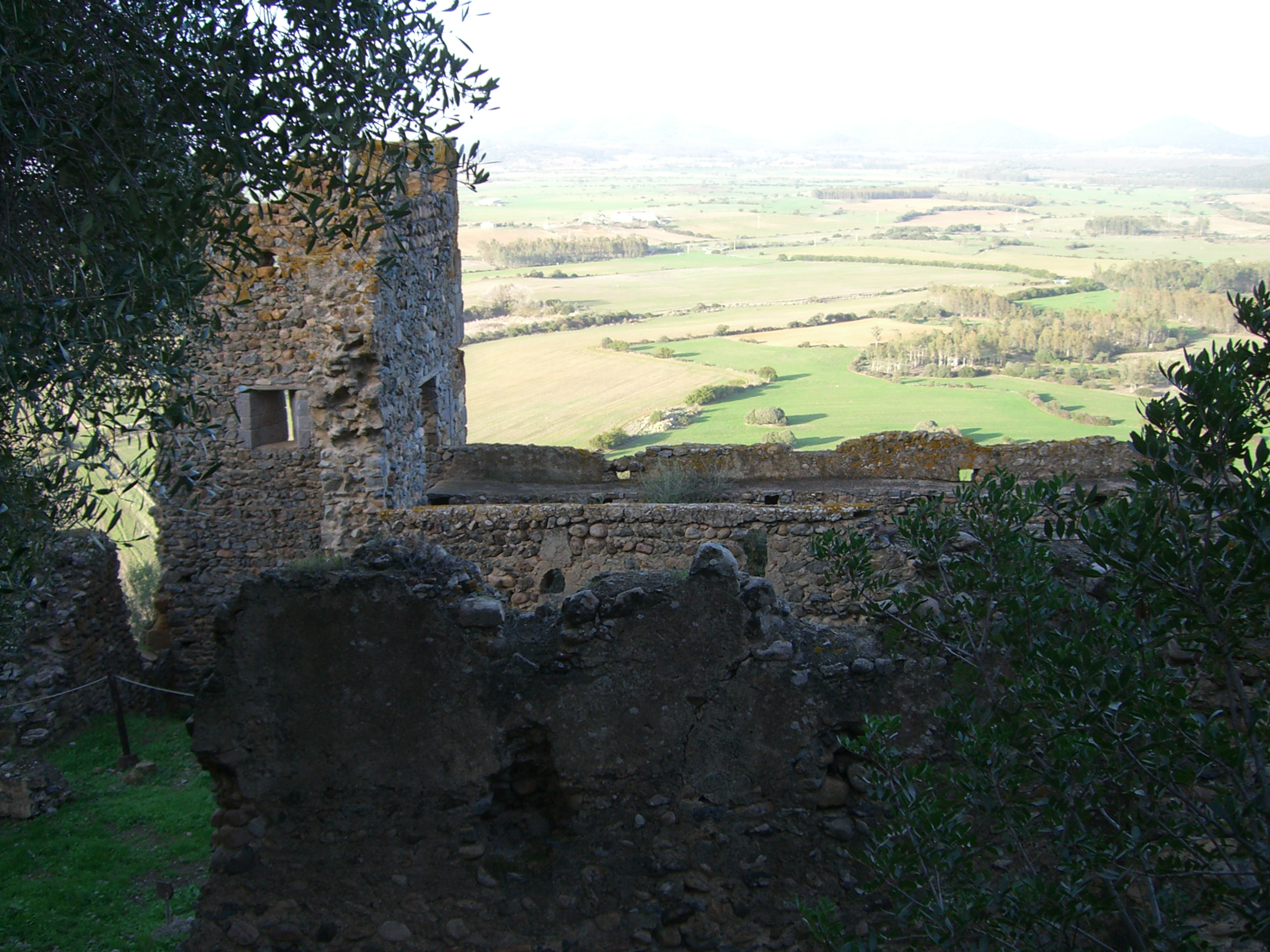
Mura e torri
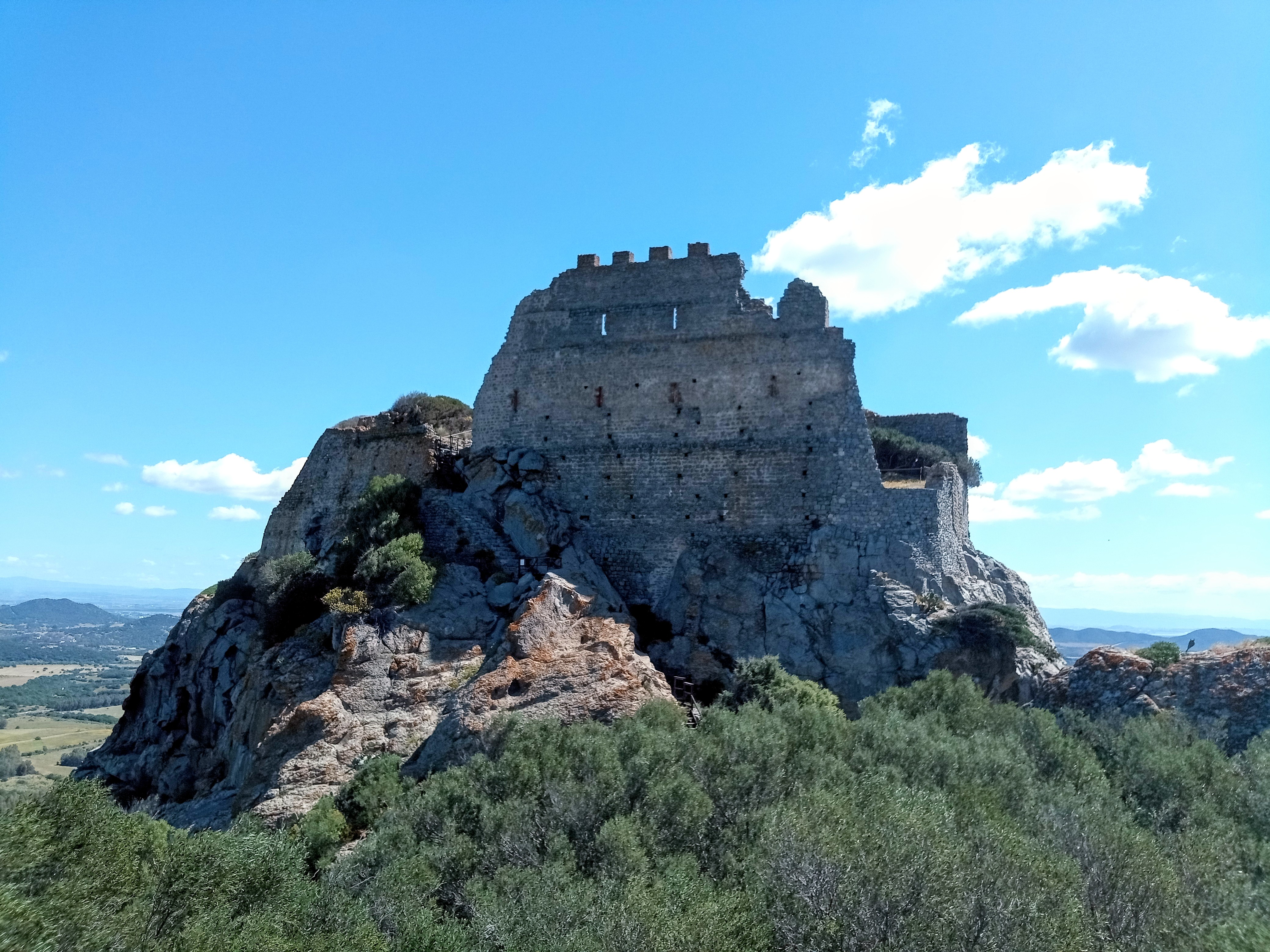
Rovine del castello
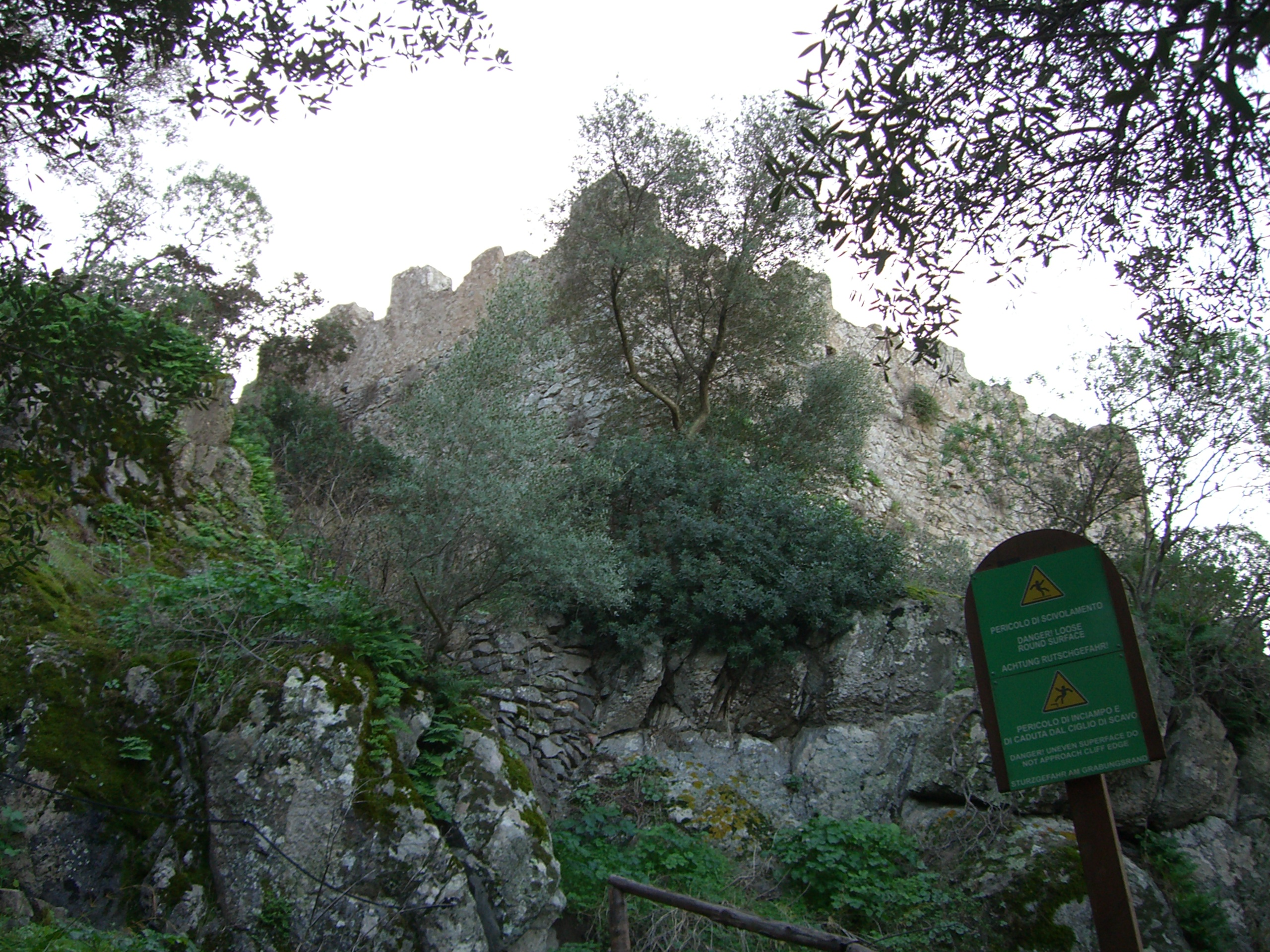
Merlature
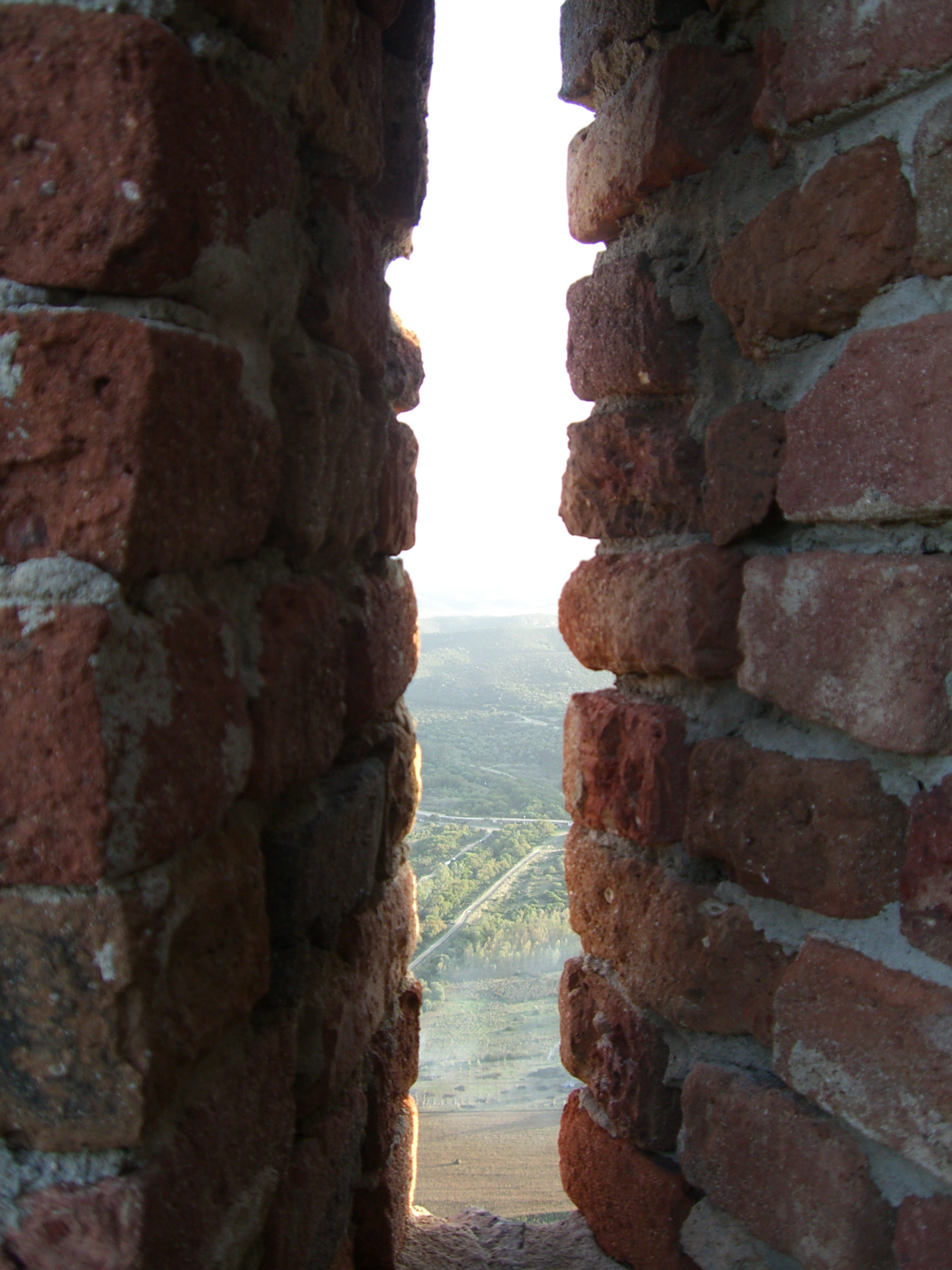
Feritoia